# Абоїмов Віктор Андрійович
Абоїмов Віктор Андрійович (14 вересня 1949) — радянський плавець.
Призер Олімпійських Ігор 1972 року.
Призер Чемпіонату світу з водних видів спорту 1973 року.